# نبرد شیزر
نبرد شیزر (انگلیسی: Battle of Shaizar) در سال ۱۱۱۱، نبردی است میان نیروهای متحد صلیبی به رهبری بالدوین یکم اورشلیم و نیروهای متحد سلجوقی به رهبری مودود موصل که بدون نتیجه خاصی به پایان رسید و نیروهای صلیبی از منطقه عقب نشستند.